# City Hunter : Complot pour un million de dollars
City Hunter : Complot pour un million de dollars (シティーハンター 百万ドルの陰謀, Shitī Hantā Hyakuman Dollar no Inbou) est un téléfilm d'animation japonais réalisé par Kenji Kodama, diffusé en 1990 au Japon, basé sur le manga City Hunter.

## Synopsis
Emily O'Hara est une belle Américaine dont la vie est menacée par un homme nommé Douglas, un ancien soupirant, qui tue des gens en utilisant des modèles réduits de voitures, d'avions et d'hélicoptères modifiés avec de vraies armes. Pour se sauver, elle demande à City Hunter de la protéger en échange d'un million de dollars et d'une avance de 10 000 dollars. Bien sûr, Ryô Saeba et Kaori Makimura acceptent la mission, mais au fur et à mesure qu'ils avancent dans leur travail, ils se rendent compte que les choses ne sont peut-être pas aussi simples qu'ils l'avaient imaginé.
Emily fait partie de la CIA, et son patron Dick lui a ordonné de se rapprocher de Ryô afin de mettre la main sur Douglas, un assassin qui a tué de nombreux agents de la CIA, dont le frère d'Emily ; mais Ryô finit par révéler que Dick lui-même est à l'origine de l'affaire, qui le trahit depuis si longtemps qu'aucun de ses employeurs ne lui fait vraiment confiance ; Douglas est son homme de main pour les sales affaires à cacher, mais il devient incontrôlable et encombrant, alors Dick l'envoie tuer Saeba en étant sûr que Ryô aura raison de lui ; Douglas entend tout et décide de faire sauter sa cachette, un ancien hippodrome ; Ryô l'immobilise et désarme Dick, qui est alors blessé et arrêté par Emily.
Au moment de son départ, Emily promet qu'elle trouvera un emploi de bureau. Ryô se réjouit parce que, malgré tout, la CIA a payé le million, pour acheter son silence et éviter un embarras ; mais la joie est de courte durée : le chèque d'un million est saisi par Saeko, pour couvrir les dommages causés à l'hippodrome, et le chèque de dix mille est pris par Umibôzu pour l'arriéré des dommages causés au bar.

## Diffusion
Le film est diffusé sur la chaîne Locomotion en Amérique latine et Ibérie, en langue originale sous-titrée.

## Distribution notable
- Ryô Saeba : Vincent Ropion